# Ardisia conspersa
Ardisia conspersa E.Walker – gatunek roślin z rodziny pierwiosnkowatych (Primulaceae). Występuje naturalnie w Chinach (w prowincjach Kuangsi oraz Junnan) i Wietnamie. 

## Morfologia
PokrójZimozielony krzew dorastający do 2–5 m wysokości.
LiścieBlaszka liściowa ma lancetowaty lub eliptyczny kształt. Mierzy 7–11 cm długości oraz 2–3 cm szerokości, jest całobrzega, ma klinową nasadę i spiczasty wierzchołek. Ogonek liściowy jest nagi i ma 5–8 mm długości.
KwiatyZebrane w wiechach przypominających baldachogrona wyrastających na szczytach pędów. Mają działki kielicha o podługowato owalnym kształcie i dorastające do 2–3 mm długości. Płatki są podługowate lub owalne i mają różową barwę.
OwocPestkowce mierzące 6 mm średnicy, o kulistym kształcie i czerwonej barwie.

## Biologia i ekologia
Rośnie na terenach bagnistych oraz w lasach. Występuje na wysokości od 900 do 1400 m n.p.m.